# ذات الرئة الطفيلي
ذات الرئة الطفيلي هو عدوى طفيلية في الرئتين، وهي سبب نادر لحدوث ذات الرئة ويحدث عند الأشخاص المصابين بنقص المناعة. هذا النوع من العدوى الرئوية قد تكون خطيرة أو قد تكون غير خطيرة.
هنالك أنواع متنوعة من الطفيليات يمكنها أن تسبب ذات الرئة الطفيلي. تحدث العدوى عن طريق بلع الطفيلي أو عن طريق اختراق الطفيلي للجلد. تصل هذه الطفيليات للرئة عن طريق الدم. ويحدث الخلل في نقل الأوكسجين بسبب الضرر الخلوي أو الاستجابة المناعية ضد العدوى.
هنالك مضادات حيوية مختلفة يمكن استخدامها بحسب نوع الطفيلي.
ومن أبرز الطفيليات المسببة لذات الرئة الطفيلي:
- الصفر الخراطيني المسبب لداء الأسكارس
- البلهارسيا
- المقوسة الغوندية

## أنظر أيضا
- ذات الرئة متعدد الفصوص